# Pistolet-mitrailleur
Pour les articles homonymes, voir PM et Mitraillette.
Ne doit pas être confondu avec Fusil-mitrailleur.

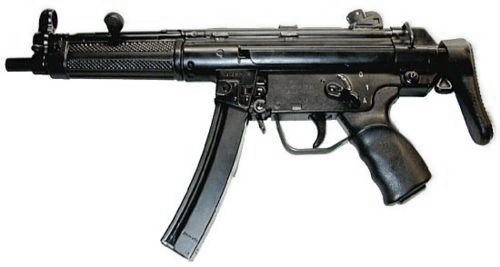
Le HK MP5 est un pistolet-mitrailleur allemand très répandu dans toutes les armées du monde en tant qu'arme tactique depuis la fin des années 1960.

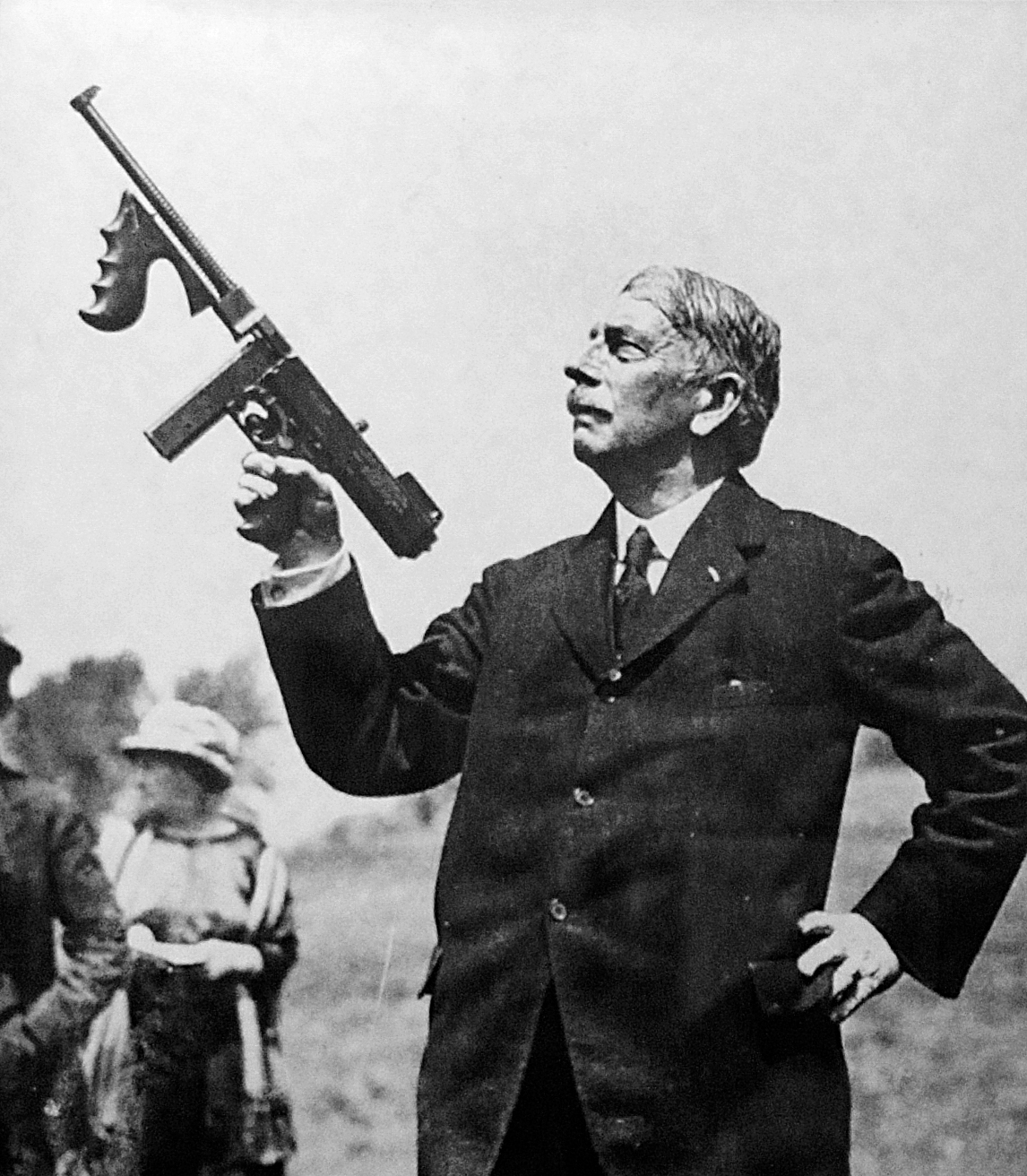
Le général John T. Thompson brandissant un Thompson M1921.

Le pistolet-mitrailleur (PM), aussi appelé mitraillette,, est une arme à feu individuelle à tir automatique utilisant une cartouche de pistolet.
Ce type d'arme apparaît pour la première fois pendant la Première Guerre mondiale. Le terme recouvre des armes à la morphologie variée, allant de l'arme d'épaule à l'arme de poing avec bien souvent des crosses pliantes pour s'adapter à tous les usages.
Le système d'alimentation en munition se fait par chargeur. La faible puissance des munitions avait initialement permis de développer des armes légères automatiques à des fins militaires. Le mécanisme des pistolets-mitrailleurs est le plus souvent opéré par le recul et fonctionne très souvent culasse ouverte pour mieux dissiper la chaleur. Quelques armes possèdent des systèmes de retardement de l'action et au cours des années 2000 quelques armes opérées par gaz ont vu le jour.

## Historique

### Première Guerre mondiale
La Première Guerre mondiale étant devenue statique, les lignes de front sont figées et les assauts brefs et violents se concentrent sur la nécessité de prendre les tranchées adverses. Les barrages d'artillerie étant levés au moment de l'attaque et les mitrailleuses trop lourdes pour suivre les troupes en mouvement et les couvrir, la nécessité d'une nouvelle arme s'impose.
Le premier vrai pistolet-mitrailleur fut le Maschinenpistole 18 fabriqué par Theodor Bergmann. Sa portée pratique est d'environ 100 mètres avec la possibilité de réaliser des tirs de suppression à 200 mètres.

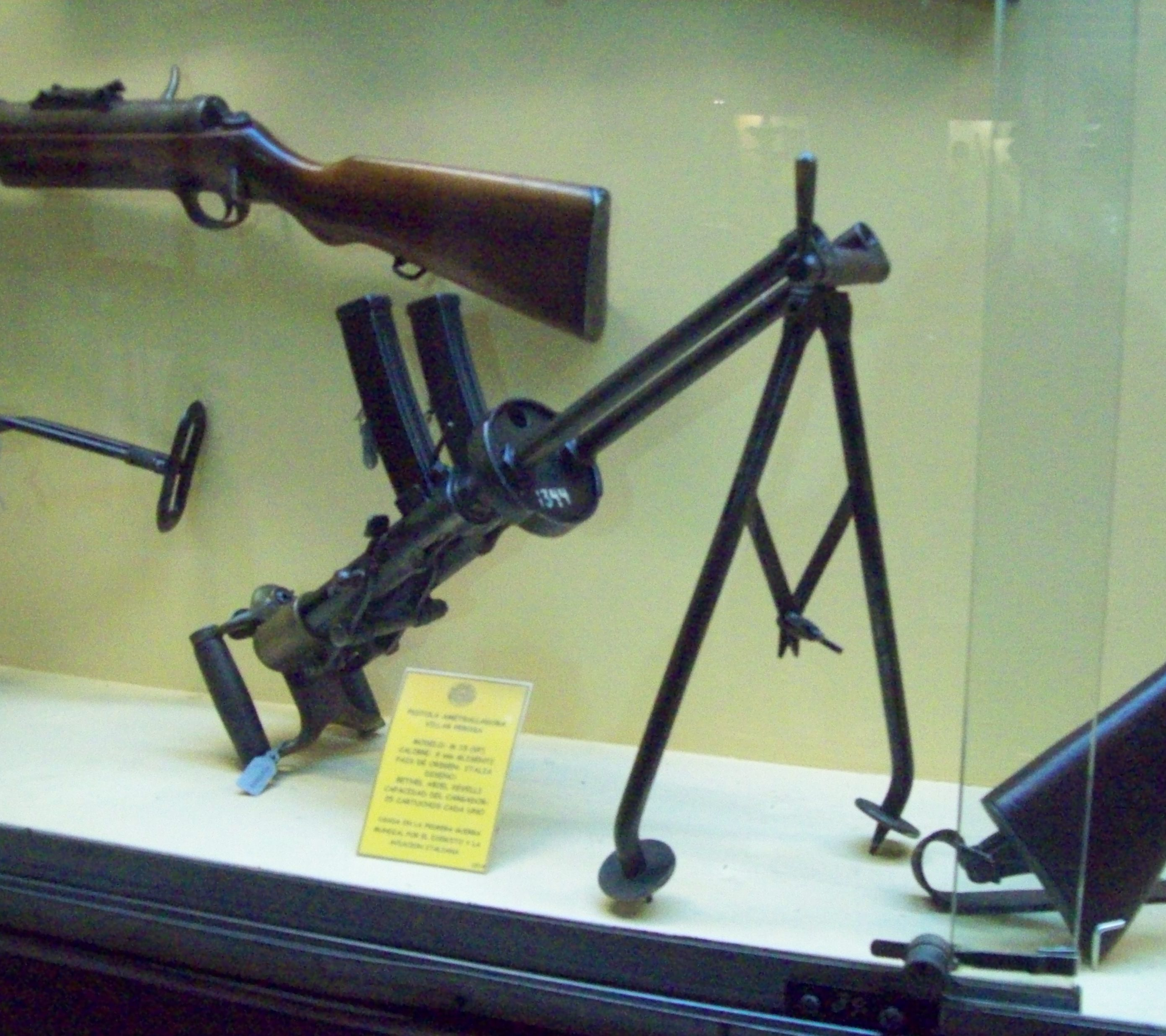
Malgré sa forme atypique (et son double canon), le Villar-Perosa Modelo 1915 est considéré comme le premier pistolet-mitrailleur, en raison de son calibre de 9 mm.
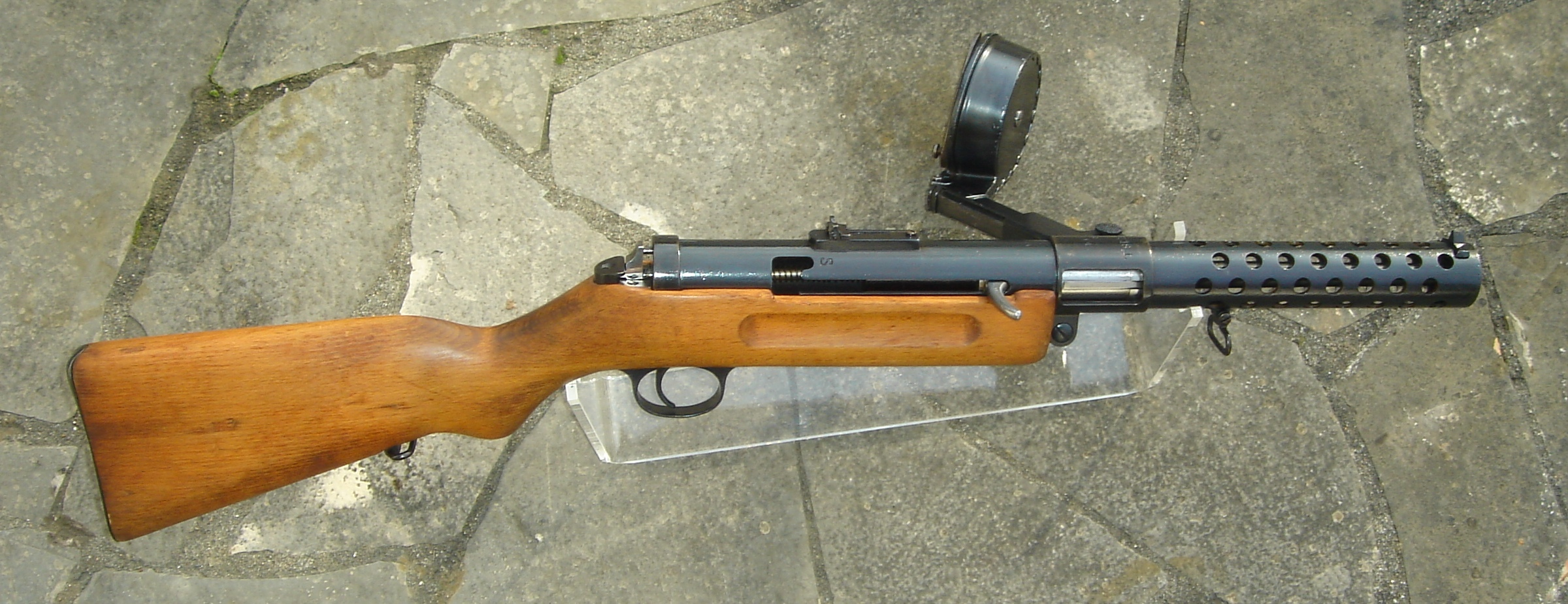
Le Bergmann MP 18.1 (Maschinenpistole 18) fut le premier pistolet-mitrailleur utilisé en grande quantité, durant la Première Guerre mondiale.
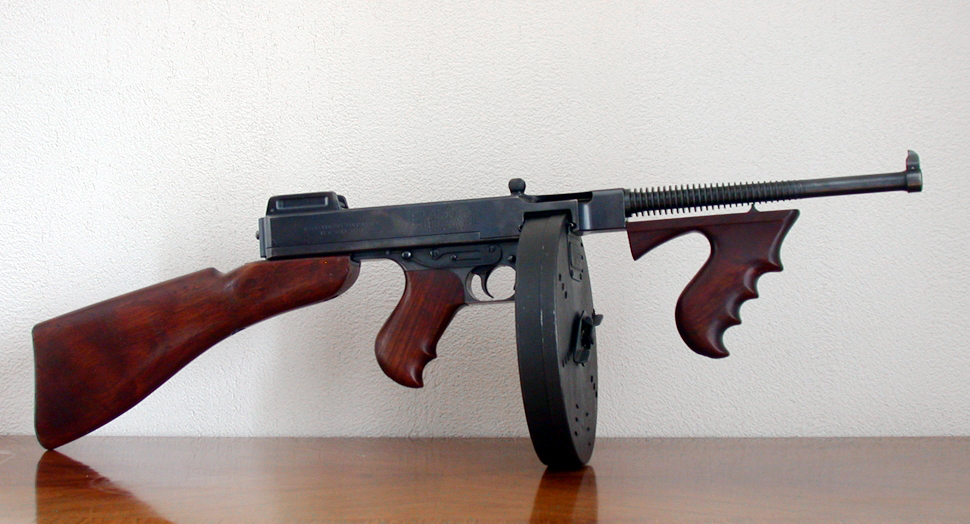
Colt-Thompson Modèle 1921, avec un chargeur tambour de 100 coups.

Ces premiers modèles, comme la Thompson et son chargeur camembert rendue célèbre par les films sur la prohibition américaine, ont les dimensions d'une arme d'épaule. Ces armes restaient lourdes et étaient équipées d'une crosse d'épaule.

### Seconde Guerre mondiale
Avec l'avènement de la Seconde Guerre mondiale, les armées du monde ont déployé en très grand nombre des modèles très rustiques. L'objectif était de parvenir à une production rapide et peu onéreuse. Leur cadence de tir est souvent relativement faible : autour de 500 coups par minute. Cette configuration leur donne une bonne portée pratique qui restait généralement comprise entre 50 et 100 mètres. Les pistolets-mitrailleurs étaient déployés en complément des fusils à action de culasse et de fusils semi-automatiques dont la portée pratique était bien plus longue mais qui présentaient une cadence de tir bien inférieure.
| URSS    | USA           | Royaume-Uni | Allemagne | Italie        | France | Japon    | Finlande |
| ------- | ------------- | ----------- | --------- | ------------- | ------ | -------- | -------- |
| PPSh-41 | Thompson      | Sten        | MP-40     | Beretta 1938A | MAS 38 | Type 100 | KP31     |
| PPD-38  | M3 Grease Gun |             | MP-38     |               |        |          |          |
| PPD-40  |               |             |           |               |        |          |          |
| PPS-43  |               |             |           |               |        |          |          |

-

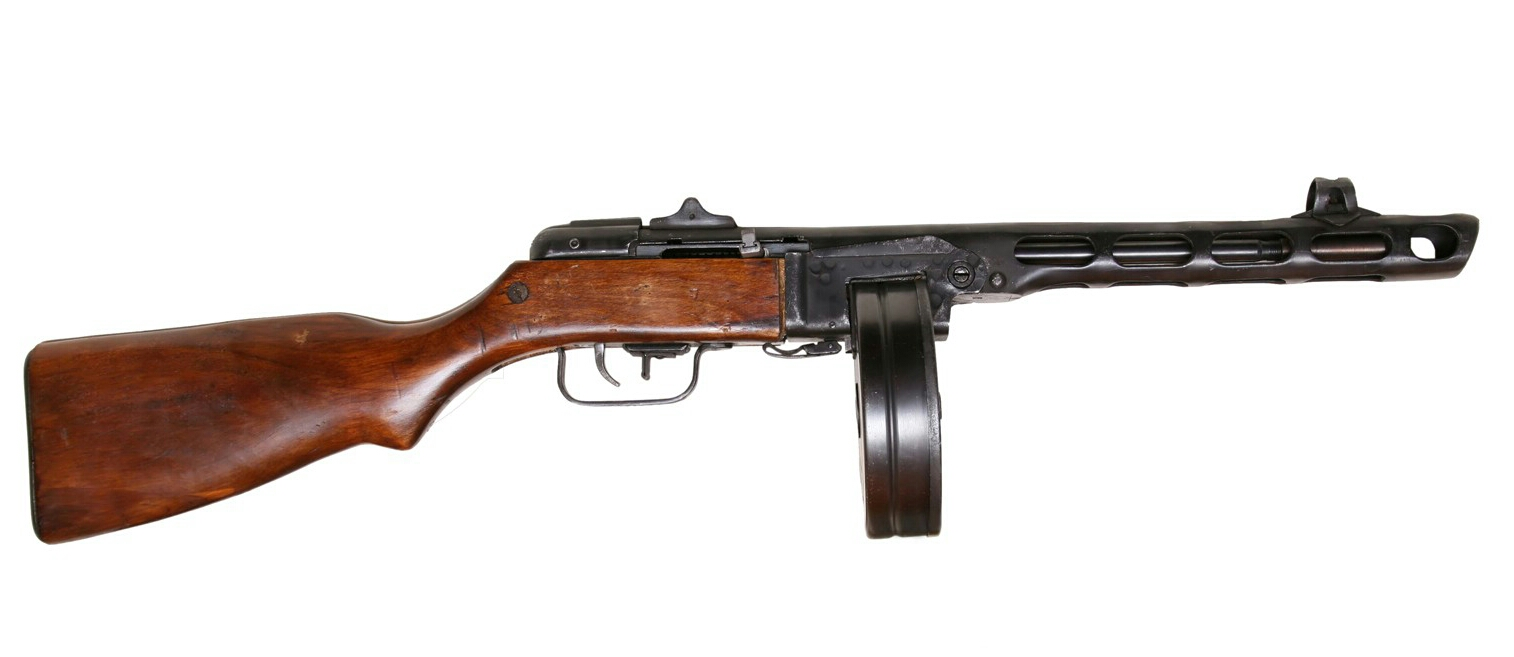
PPSh-41 avec un magasin tambour de 71 coups.
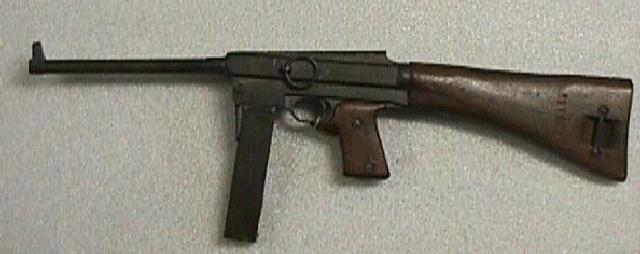
MAS 38.
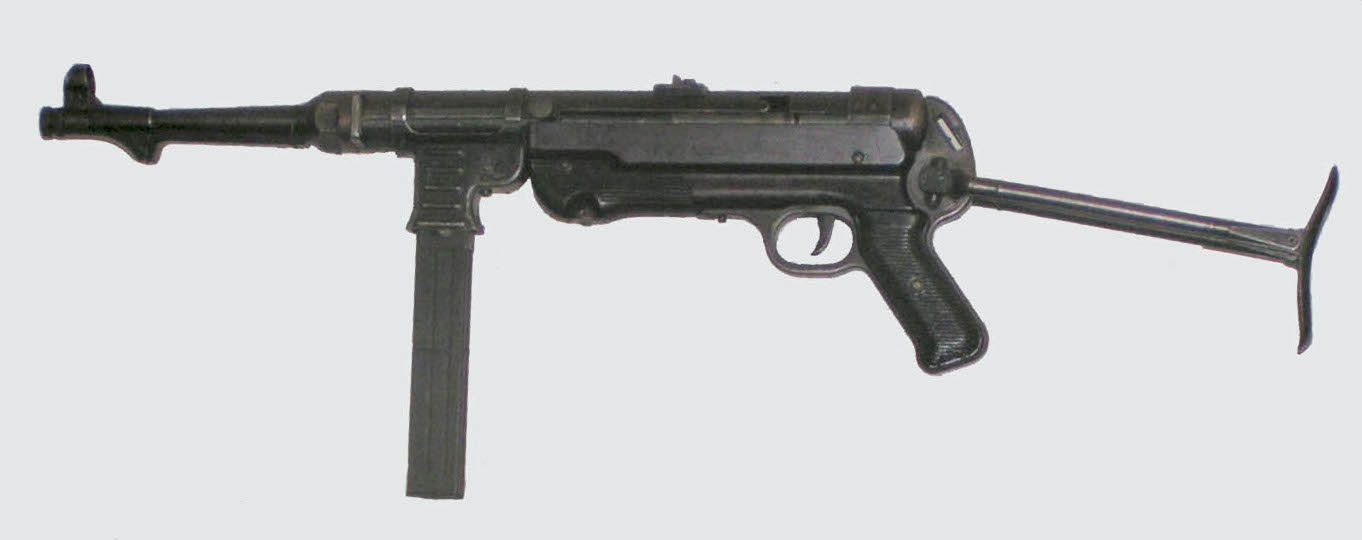
MP 40 9 mm Parabellum avec un magasin étendu.
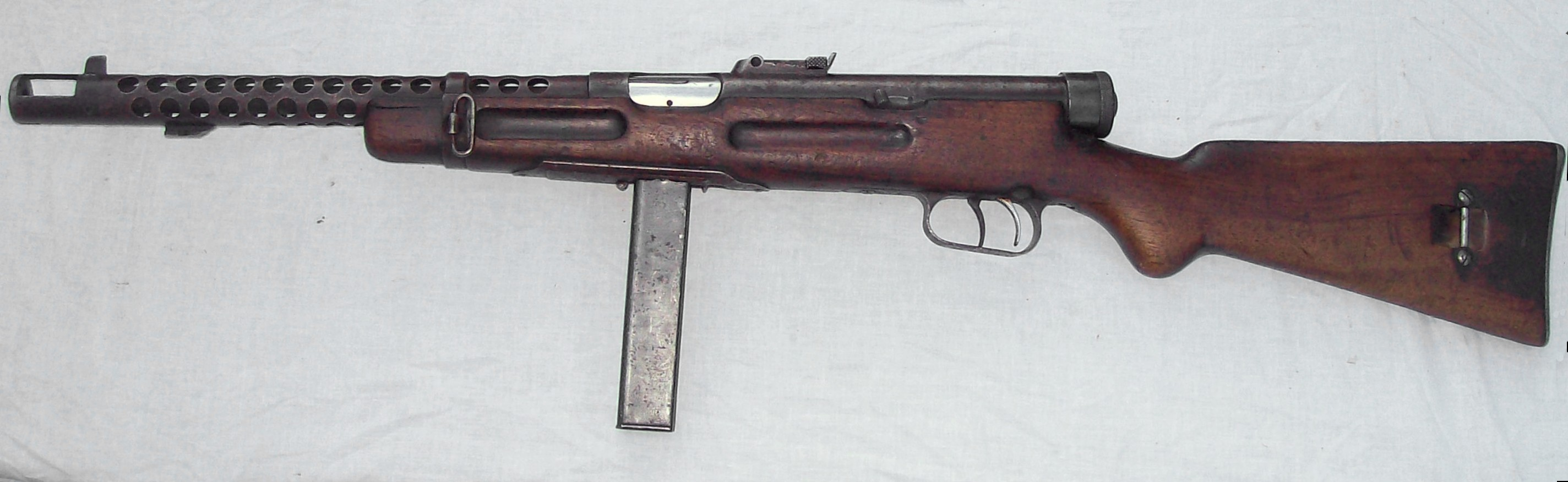
Beretta modèle 38.
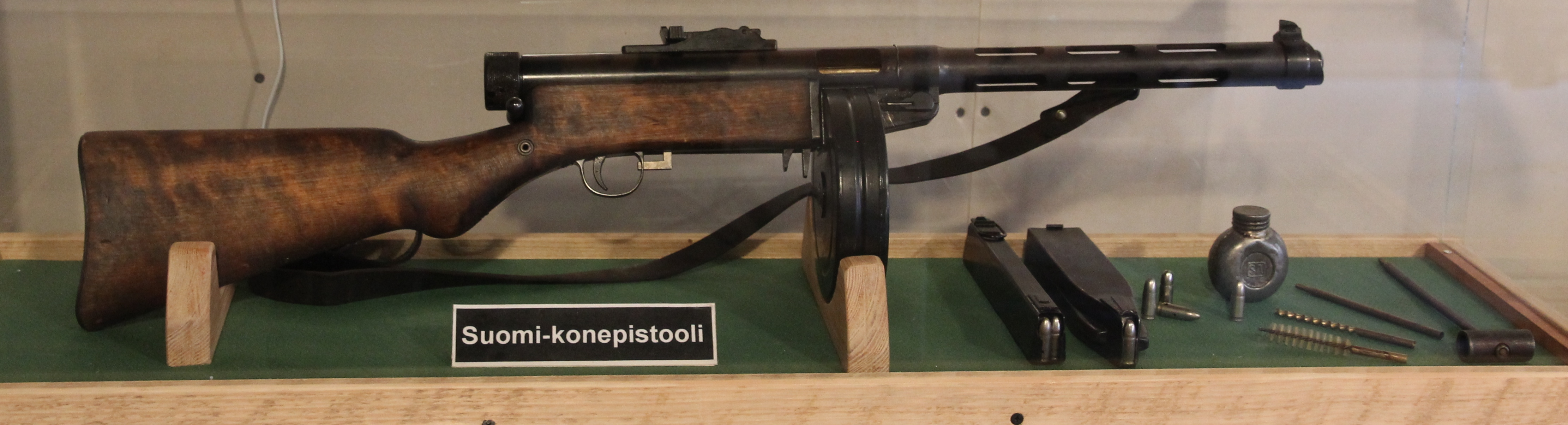
Suomi KP31 avec un magasin tambour de 70 coups.
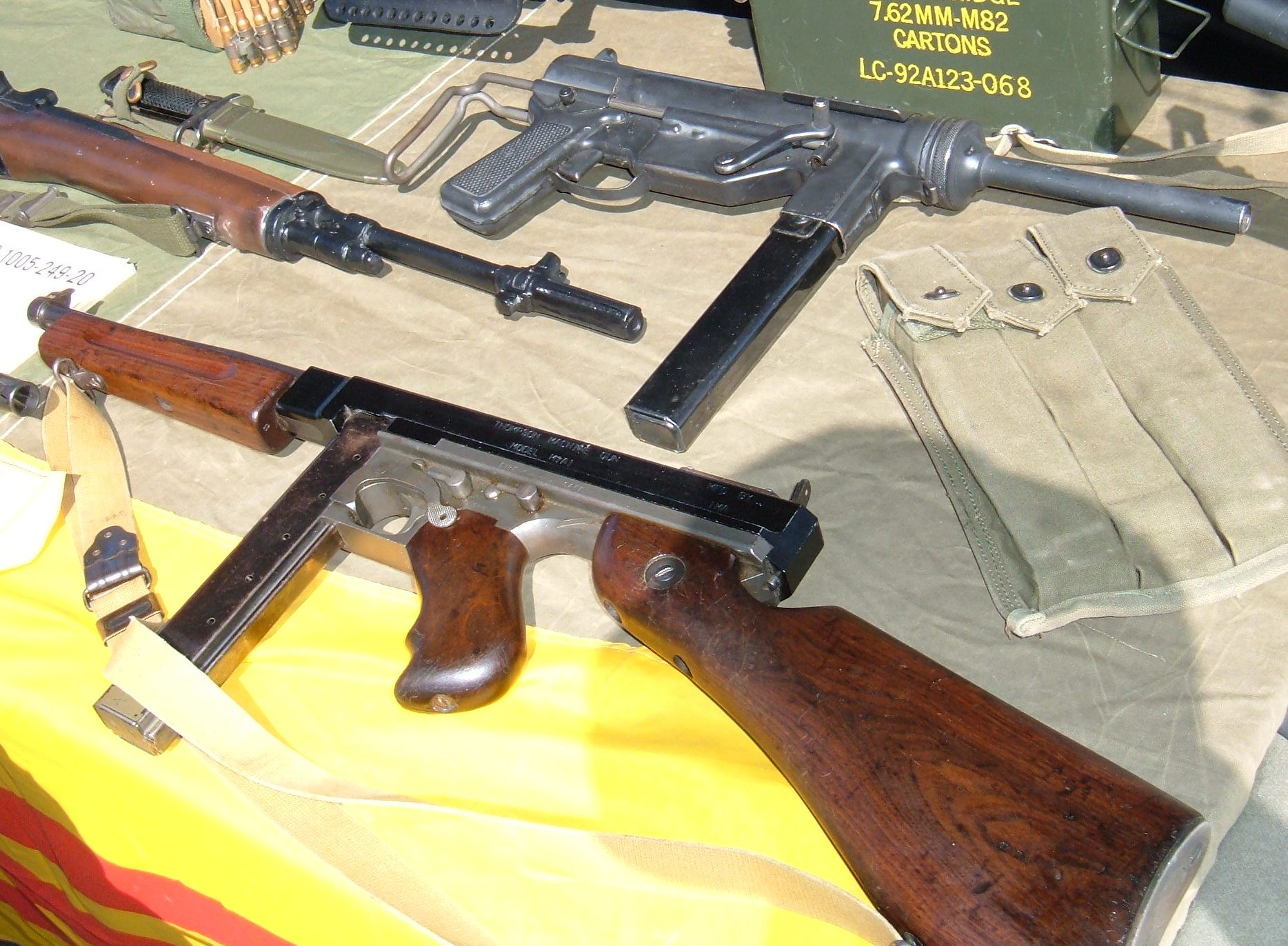
M3 « Grease gun » (en haut) et M1A1 « Tommy Gun » (en bas).
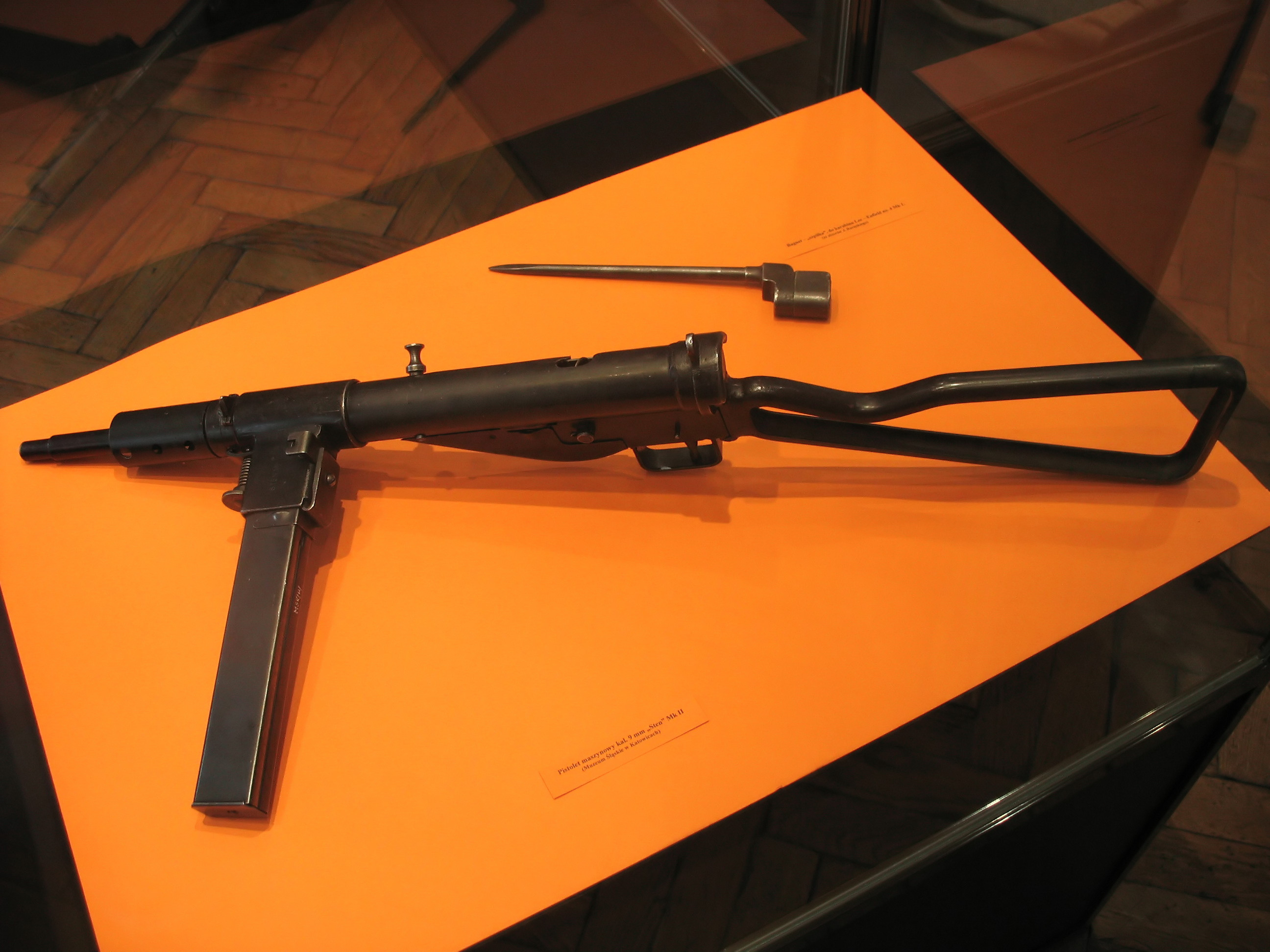
Sten Mark II.

Les principaux utilisateurs de pistolets-mitrailleurs furent l'URSS, l'Allemagne nazie et les États-Unis. Certains pays étaient moins équipés, tels que le Royaume-Uni (réticent à confier des armes automatiques à ses soldats), le Japon ou encore la Finlande. La France et l'Italie n'eurent qu'une utilisation réduite des pistolets mitrailleurs de conception nationale.
Avec l'apparition des fusils d'assaut à l'issue de la Seconde Guerre mondiale, le pistolet-mitrailleur est peu à peu tombé en désuétude dans les armées, même si les équipages embarqués ont continué à utiliser des pistolets-mitrailleurs pour leur encombrement réduit par rapport aux lourds fusils d'assaut d'après-guerre. Rapidement, des versions compactes de fusils d'assaut modernes les ont également remplacées pour ces usages.
Si le pistolet-mitrailleur a disparu des arsenaux militaires, il a connu une évolution technique. Plus compact et plus léger, il a trouvé une place auprès des forces de police, de lutte anti-terroriste et de protection rapprochée, où la faible perforation des balles, la puissance de feu et la compacité sont particulièrement adaptées. Ces armes de seconde génération sont souvent dotées d'une crosse rétractable, signe qu'elles se situent bien à la frontière entre arme de poing et arme d'épaule.

### Après la Seconde Guerre mondiale

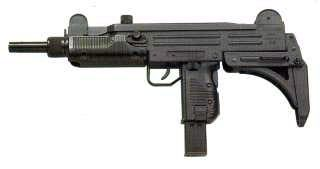
Pistolet-mitrailleur Uzi.

Le renouveau du pistolet-mitrailleur vient d'Israël avec l'Uzi (en 1948) qui, dans sa première version, restait lourd mais était néanmoins compact et très robuste. Les pistolets-mitrailleurs sont devenus à sa suite plus fiables, plus compacts et plus légers. L'Uzi est probablement le pistolet-mitrailleur le plus répandu dans le monde, avec plus de 10 millions d'exemplaires produits dans ses différentes versions.
Une autre référence est le MP5 de la société allemande Heckler & Koch, en production depuis 1966 dans de nombreuses versions. À la fois léger et précis, notamment parce qu'il tire culasse fermée et bénéficie d'un système d'action retardée, il est doté d'une cadence de tir supérieure aux modèles précédents avec 800 coups par minute.
Aux alentours des années 1980, des pistolets-mitrailleurs très compacts et présentant une cadence de tir élevée, parfois supérieure à 1 000 coups par minute, ont été développés comme le MAC M10, le Micro-uzi ou le MP5K.
Ces armes difficiles à contrôler reprenaient une idée déjà mise en œuvre en 1961 avec le Skorpion VZ61 tchécoslovaque, consistant à proposer une arme destinée à remplacer les pistolets automatiques dans les arsenaux en offrant une meilleure portée et une puissance de feu bien supérieure.
Ce type d'armes souvent plus légères et surtout très compactes présente une portée pratique d'environ 25 mètres et a comme principal avantage de pouvoir être facilement camouflée et d'offrir une puissance de feu considérable dans la limite de leur portée.

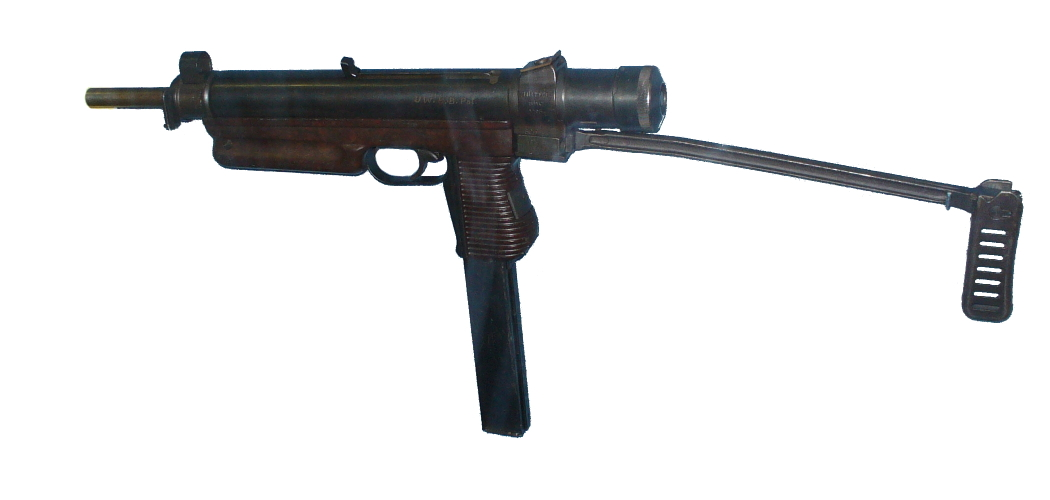
SA 23 tchécoslovaque.
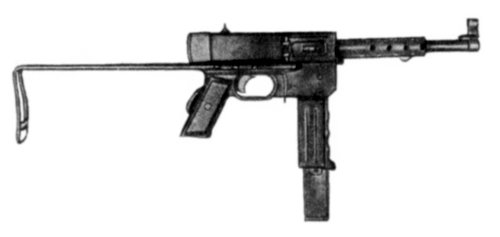
MAT-49 français.
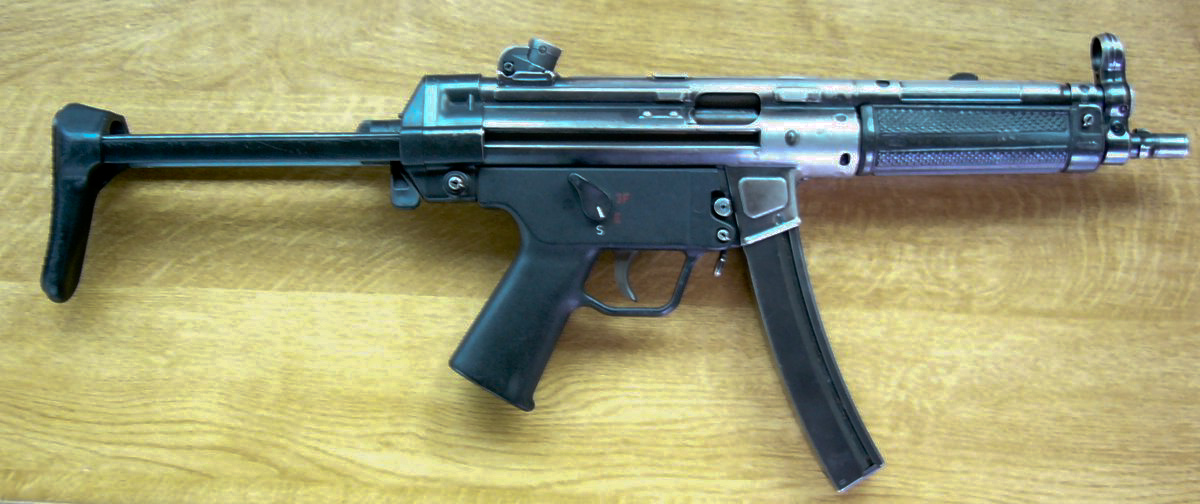
Ancien modèle du MP5A3.
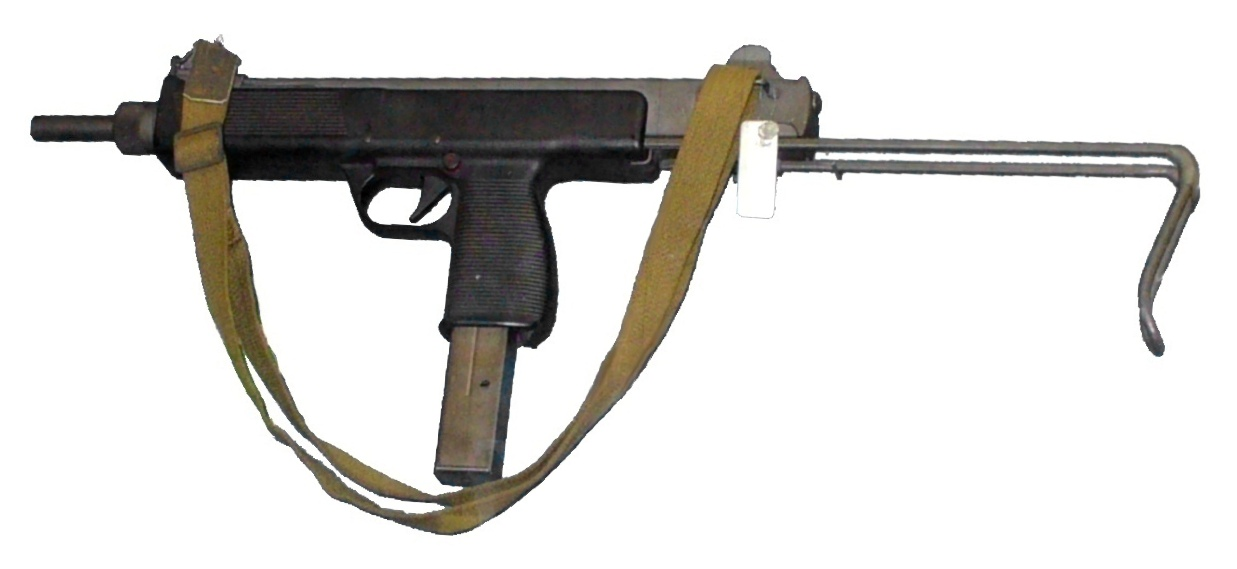
Steyr MPi69 autrichien.
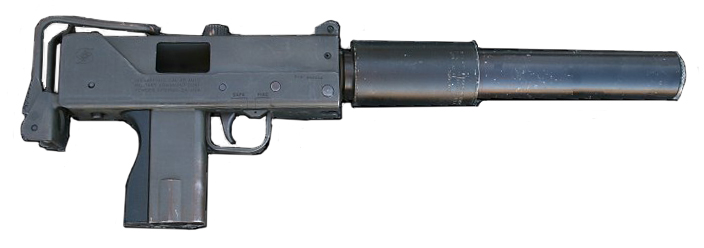
Ingram MAC 10 avec silencieux, sans le magasin. Créé aux États-Unis.
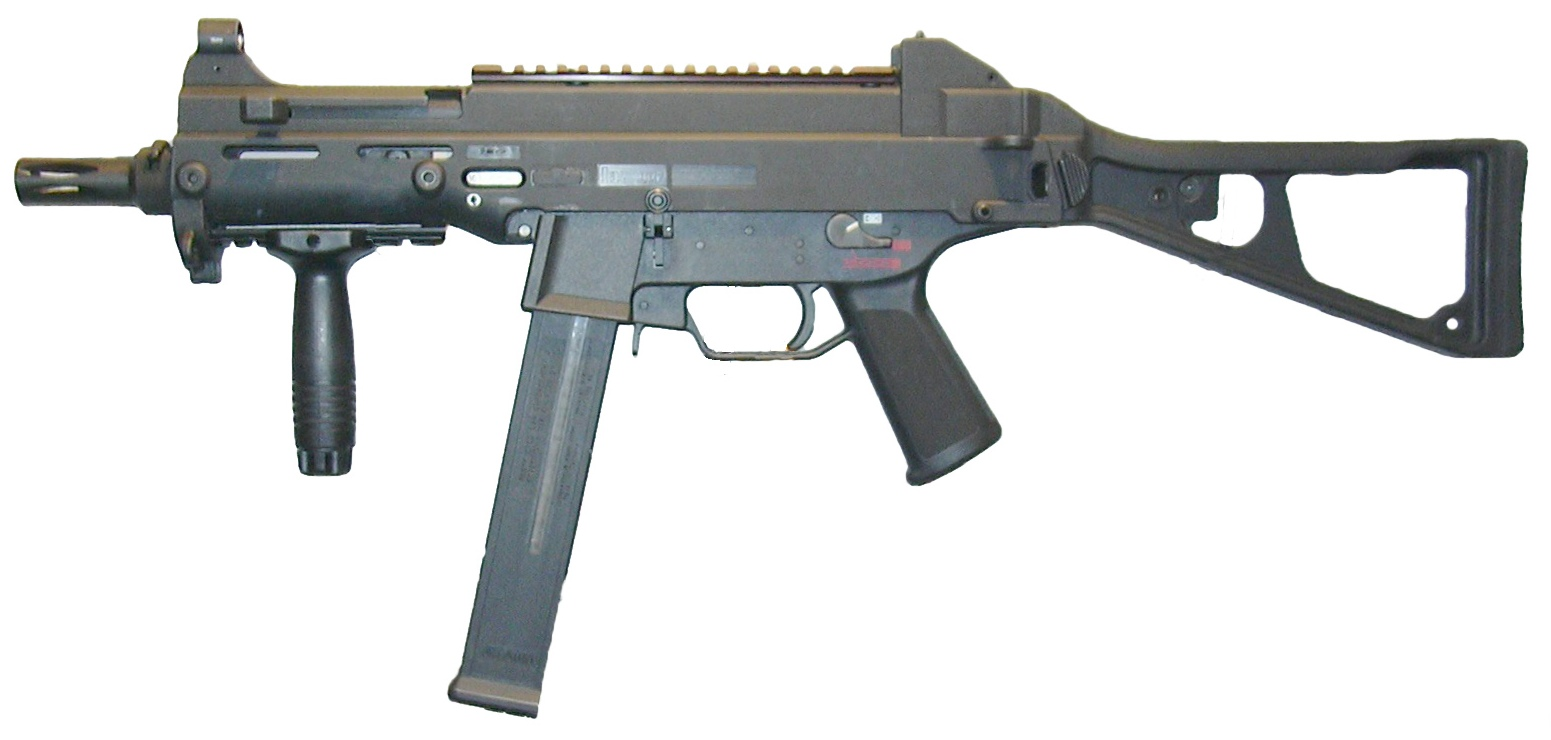
Heckler & Koch UMP45 avec une poignée additionnelle.
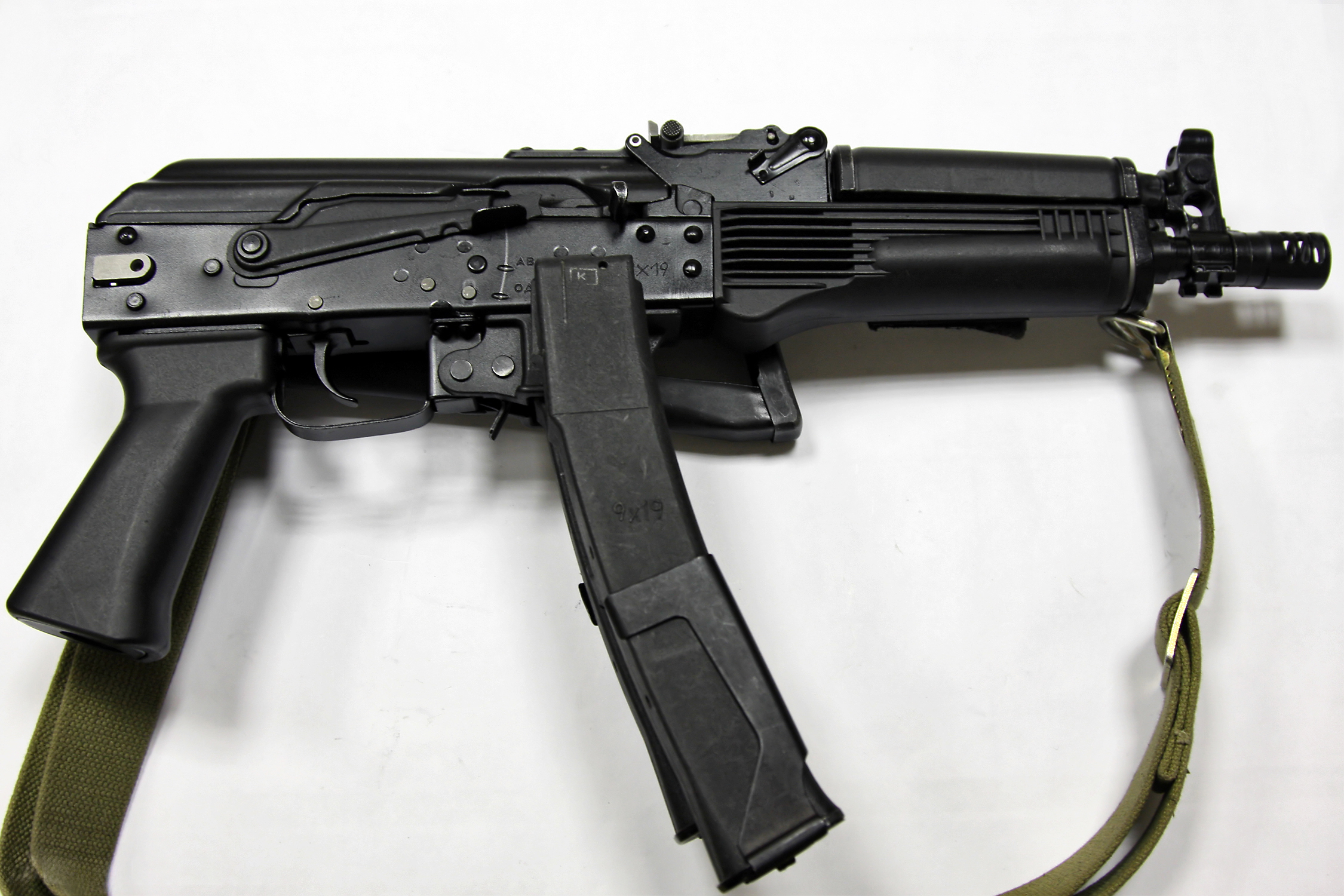
Vityaz-SN, un pistolet-mitrailleur russe, créé sur la base de fusil d’assaut AKS-74U.
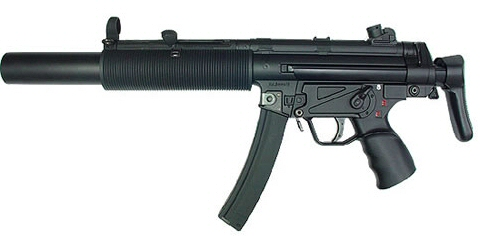
Heckler & Koch MP5SD3, la modification du MP5 avec silencieux.

### Pistolets automatiques

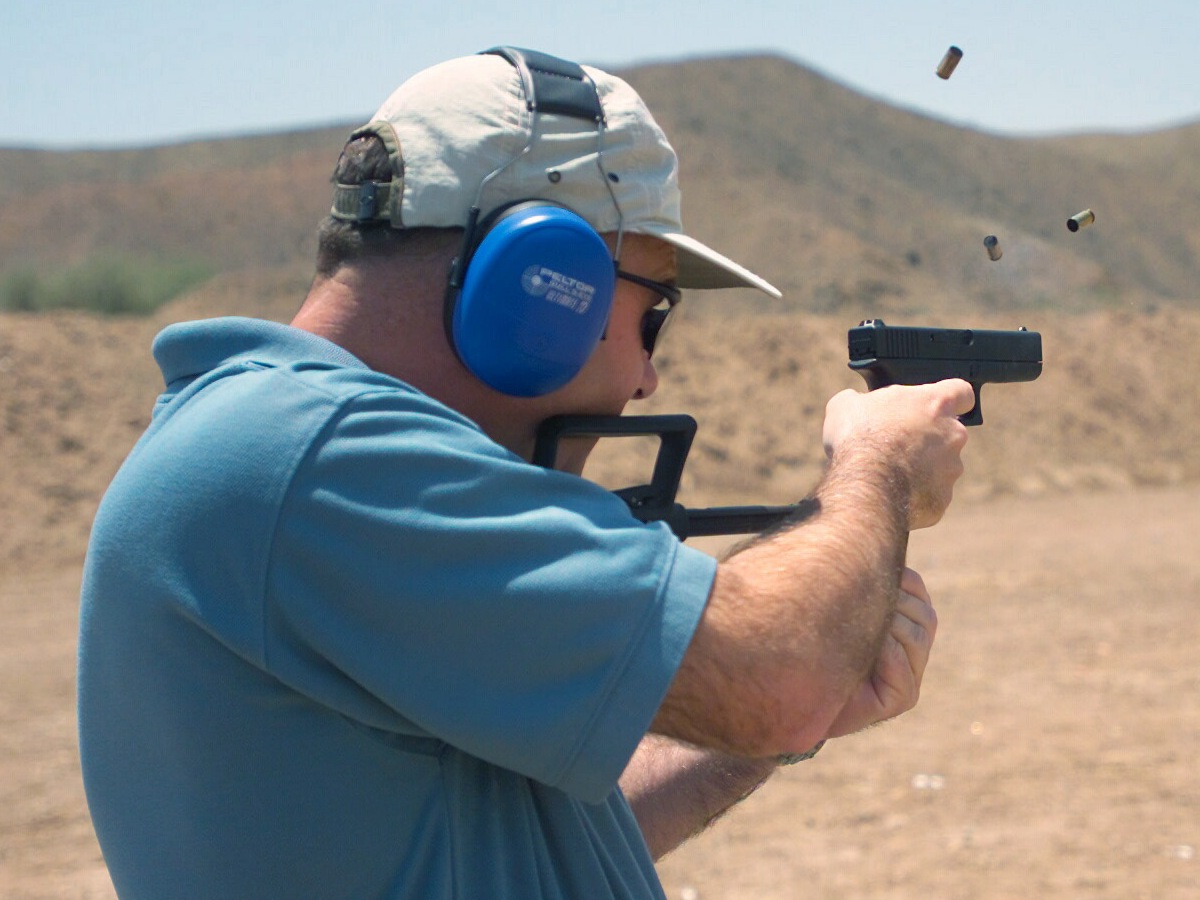
Pistolet Glock 18.

Pour encore plus de compacité, l'idée d'un pistolet automatique, dit « rafaleur », bien qu'ancienne, avait jusqu'alors été déployée sur des armes qui devaient être équipées d'une crosse d'épaule, comme le Mauser M712 Schnellfeuer ou le HK VP70.
Il est apparu à intervalles réguliers des pistolets automatiques équipés d'une poignée simple ou double, comme le Beretta 93R ou le CZ75 Automatic et plus récemment le Glock 18, mais sans crosse d'épaule. Ces armes de poing sont particulièrement légères pour le tir automatique et leur utilisation est réservée à la très courte portée pour des tireurs entraînés.

### Personal defense weapons(PDW)

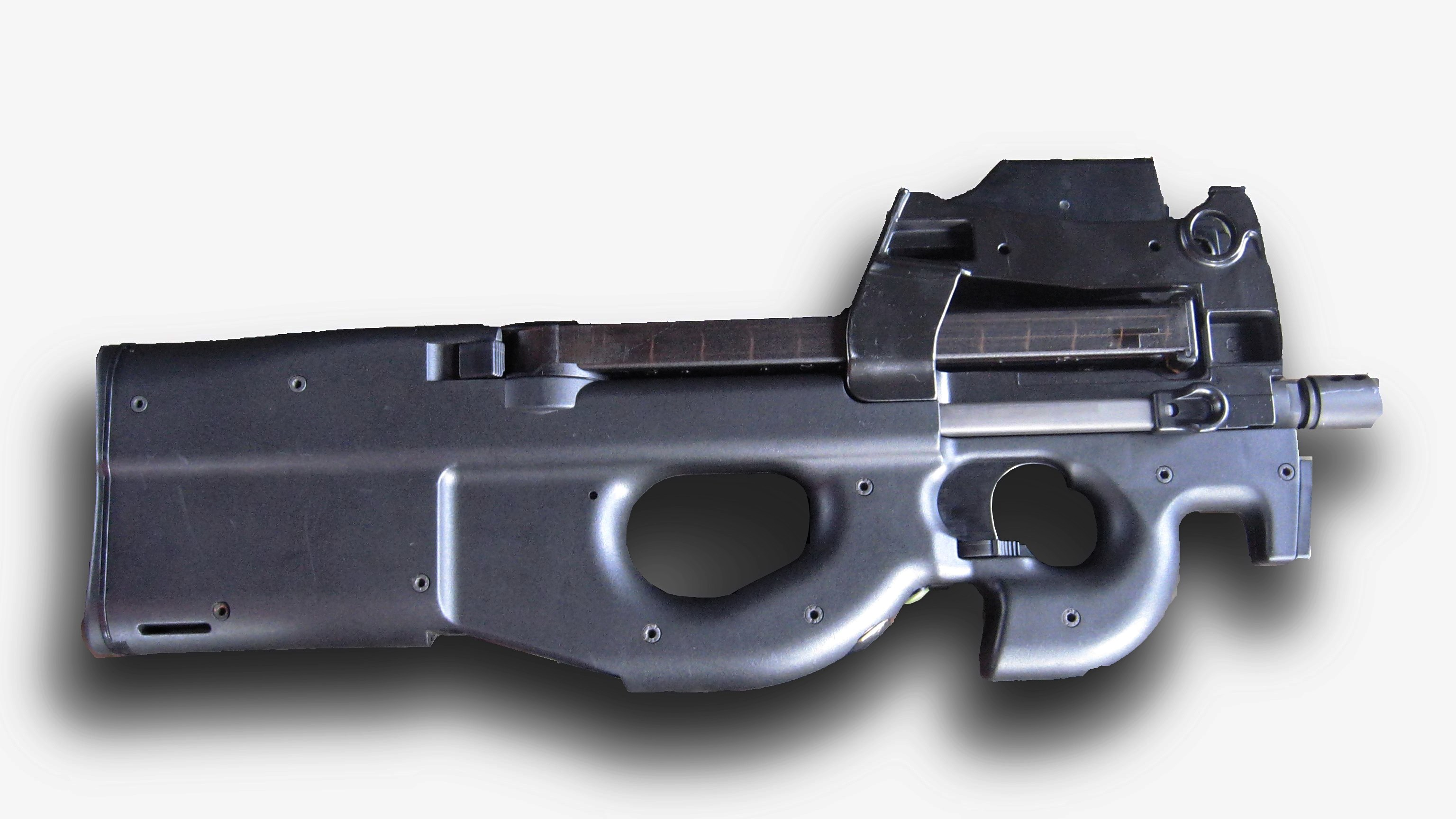
FN P90.

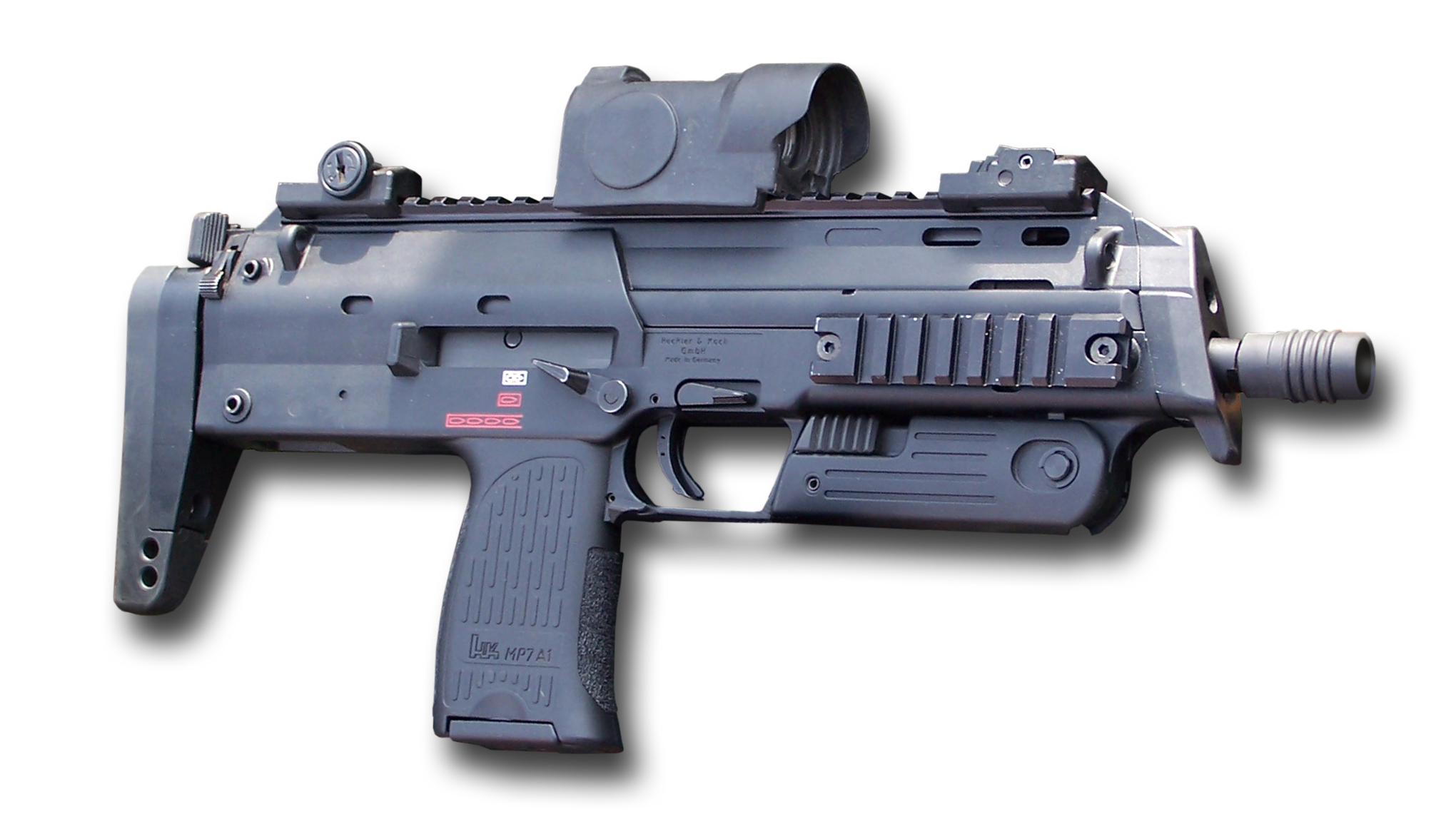
MP7A1 doté d'un magasin de 20 coups et d'une lunette Reflex.

Les pistolets-mitrailleurs opèrent une sorte de retour dans le domaine militaire avec l'émergence des Personal defense weapons (terme anglais pour « armes de défense personnelle ») ou PDW dont le FN P90 et le MP7 sont les principaux représentants actuellement.
Destinés aux personnels tels que les équipages de véhicules, les artilleurs et les officiers pour se défendre efficacement contre des agresseurs équipés de protections individuelles (de plus en plus répandues) sans pour autant s'encombrer d'un lourd fusil d'assaut, ils sont efficaces jusqu'à 200 mètres. Ces armes mettent en œuvre des munitions légères de faible calibre présentant une vélocité importante. Il semble pourtant qu'elles connaissent pour l'heure un succès plus important au sein des unités spéciales que pour équiper les corps d'armée conventionnels.
Une autre tendance récente est de produire des armes plus légères grâce à l'emploi de polymères, pouvant être équipées de nombreux accessoires grâce à des rails standards, et de chambrer des munitions plus puissantes comme le .40 S&W.

## Liste de quelques modèles de pistolets-mitrailleurs
- AAC Honey Badger PDW (en)
- Ares (arme)
- Arsenal M23
- Astra Unceta y Cia
  - Astra 901/902/903/904/E/F
- Bergmann Maschinenpistole 18
- Beretta
  - Beretta M12
  - Beretta 93R
  - Beretta 38/44
  - Beretta 1938A
- Bizon
- B&T AG
  - B&T MP9
  - Brügger & Thomet APC9 (en)
- BSM/9 M1
- CAV M9M1
- Calico
  - M960
- Chropei (en)
  - Chropi GP10 (en)
- Colt
  - Colt 635 SMG
- ENARM
  - ENARM SMG
- FMK-3
- FN Herstal
  - P90 (PDW)
- General Motors
  - M3A1 Grease gun
- Gorenje
  - MGV-176
- Hafdasa (en)
  - Hafdasa C-2
  - Hafdasa C-4
  - Hafdasa Z-4
- Halcon (en)
  - Halcón M-1943 (en)
  - Halcon M-1946
  - Halcon M57 (en)
  - Halcon ML-63 (en)
- Heckler & Koch
  - MP5
  - MP5K
  - MP7 (PDW)
  - UMP (version 9 mm/ .40 S&W/ .45 ACP)
- IBRAP
  - IBRAP Alpha GPI
- MP38
- MP40
- MP 41/44 (en)
- MPA
- Intratec TEC-DC9
- IMI
  - Uzi
  - Mini Uzi
  - Micro Uzi
  - Uzi Pro
- Imperia
- Jati-Matic
- LAPA
  - LAPA SM-03
- Manufacture d'armes de Saint-Étienne
  - MAS 38
- Manufacture d'armes de Tulle
  - MAT 49
- Mauser
  - Mauser M712 Schnellfeuer
- MEMS
  - MEMS M-52/60 (en)
- Mekanika
  - Mekanika Uru (en)
- MAC
  - M10
  - M11
- Patria
- PP-19 Bizon
- PPD-40
- PPS-43
- PPSh-41
- Sten
- Steyr TMP
- Suomi
  - Suomi KP31
- TZNIITOCHMASH
- TDI KRISS Super V XSMG
- Thompson
- Vityaz-SN
  - SR-2 Veresk
- VBR-Belgium
  - VBR-PDW
- VCD9
- Vigneron M2
- Walther
  - Walther MPL/MPK
- Zastava
  - M49 et M49/57
  - Zastava M56/M65
  - M84
- ZK 383
- ZM Lucznik
  - PM Wz 63
  - PM-84/84P